# Буртаиши
Буртаиши је насеље у општини Бар у Црној Гори. Према попису из 2003. било је 3013 становника (према попису из 1991. било је 2835 становника).

## Демографија
У насељу Буртаиши живи 2200 пунолетних становника, а просечна старост становништва износи 34,1 година (33,3 код мушкараца и 35,0 код жена). У насељу има 873 домаћинства, а просечан број чланова по домаћинству је 3,43.
Становништво у овом насељу веома је хетерогено, а у последња три пописа, примећен је пораст у броју становника.
|  |

| Демографија | Демографија | Демографија |
| Година      | Становника  | Становника  |
| ----------- | ----------- | ----------- |
|             |             |             |
|             |             |             |
|             |             |             |
|             |             |             |
| 1948.       | 500         |             |
| 1953.       | 581         |             |
| 1961.       | 757         |             |
| 1971.       | 1.241       |             |
| 1981.       | 2.660       |             |
| 1991.       | 2.835       | 2.750       |
| 2003.       | 3.202       | 3.013       |
|             |             |             |
|             |             |             |

| Етнички састав према попису из 2003.‍ | Етнички састав према попису из 2003.‍ | Етнички састав према попису из 2003.‍ | Етнички састав према попису из 2003.‍ | Етнички састав према попису из 2003.‍ |
| ------------------------------------ | ------------------------------------ | ------------------------------------ | ------------------------------------ | ------------------------------------ |
|                                      |                                      |                                      |                                      |                                      |
| Црногорци                            | Црногорци                            |                                      | 1.419                                | 47,09%                               |
| Срби                                 | Срби                                 |                                      | 1.002                                | 33,25%                               |
| Муслимани                            | Муслимани                            |                                      | 166                                  | 5,50%                                |
| Бошњаци                              | Бошњаци                              |                                      | 133                                  | 4,41%                                |
| Албанци                              | Албанци                              |                                      | 73                                   | 2,42%                                |
| Хрвати                               | Хрвати                               |                                      | 16                                   | 0,53%                                |
| Југословени                          | Југословени                          |                                      | 9                                    | 0,29%                                |
| Руси                                 | Руси                                 |                                      | 7                                    | 0,23%                                |
| Македонци                            | Македонци                            |                                      | 5                                    | 0,16%                                |
| Мађари                               | Мађари                               |                                      | 3                                    | 0,09%                                |
| Италијани                            | Италијани                            |                                      | 2                                    | 0,06%                                |
| Словенци                             | Словенци                             |                                      | 1                                    | 0,03%                                |
| Роми                                 | Роми                                 |                                      | 1                                    | 0,03%                                |
| непознато                            | непознато                            |                                      | 32                                   | 1,06%                                |

| \| \| м \| \| \| ж \| \| ? \| 6 \| \| \| 4 \| \| 80+ \| 9 \| \| \| 22 \| \| 75—79 \| 16 \| \| \| 30 \| \| 70—74 \| 47 \| \| \| 55 \| \| 65—69 \| 58 \| \| \| 51 \| \| 60—64 \| 59 \| \| \| 65 \| \| 55—59 \| 57 \| \| \| 68 \| \| 50—54 \| 90 \| \| \| 92 \| \| 45—49 \| 126 \| \| \| 104 \| \| 40—44 \| 119 \| \| \| 120 \| \| 35—39 \| 96 \| \| \| 104 \| \| 30—34 \| 123 \| \| \| 108 \| \| 25—29 \| 105 \| \| \| 111 \| \| 20—24 \| 118 \| \| \| 114 \| \| 15—19 \| 143 \| \| \| 121 \| \| 10—14 \| 120 \| \| \| 105 \| \| 5—9 \| 116 \| \| \| 111 \| \| 0—4 \| 114 \| \| \| 106 \| \| Просек : \| 108 \| \| \| 9 \| |     |  |  |     |
| |     |  |  |     |
| | м   |  |  | ж   |
| ? | 6   |  |  | 4   |
| 80+ | 9   |  |  | 22  |
| 75—79 | 16  |  |  | 30  |
| 70—74 | 47  |  |  | 55  |
| 65—69 | 58  |  |  | 51  |
| 60—64 | 59  |  |  | 65  |
| 55—59 | 57  |  |  | 68  |
| 50—54 | 90  |  |  | 92  |
| 45—49 | 126 |  |  | 104 |
| 40—44 | 119 |  |  | 120 |
| 35—39 | 96  |  |  | 104 |
| 30—34 | 123 |  |  | 108 |
| 25—29 | 105 |  |  | 111 |
| 20—24 | 118 |  |  | 114 |
| 15—19 | 143 |  |  | 121 |
| 10—14 | 120 |  |  | 105 |
| 5—9 | 116 |  |  | 111 |
| 0—4 | 114 |  |  | 106 |
| Просек : | 108 |  |  | 9   |

| Број домаћинстава према пописима из периода 1948—2003. | Број домаћинстава према пописима из периода 1948—2003. | Број домаћинстава према пописима из периода 1948—2003. | Број домаћинстава према пописима из периода 1948—2003. | Број домаћинстава према пописима из периода 1948—2003. | Број домаћинстава према пописима из периода 1948—2003. | Број домаћинстава према пописима из периода 1948—2003. | Број домаћинстава према пописима из периода 1948—2003. |
| Година пописа                                          | 1948.                                                  | 1953.                                                  | 1961.                                                  | 1971.                                                  | 1981.                                                  | 1991.                                                  | 2003.                                                  |
| ------------------------------------------------------ | ------------------------------------------------------ | ------------------------------------------------------ | ------------------------------------------------------ | ------------------------------------------------------ | ------------------------------------------------------ | ------------------------------------------------------ | ------------------------------------------------------ |
| Број домаћинстава                                      | 133                                                    | 160                                                    | 211                                                    | 309                                                    | 729                                                    | 822                                                    | 903                                                    |

| Број домаћинстава по броју чланова према попису из 2003. | Број домаћинстава по броју чланова према попису из 2003. | Број домаћинстава по броју чланова према попису из 2003. | Број домаћинстава по броју чланова према попису из 2003. | Број домаћинстава по броју чланова према попису из 2003. | Број домаћинстава по броју чланова према попису из 2003. | Број домаћинстава по броју чланова према попису из 2003. | Број домаћинстава по броју чланова према попису из 2003. | Број домаћинстава по броју чланова према попису из 2003. | Број домаћинстава по броју чланова према попису из 2003. | Број домаћинстава по броју чланова према попису из 2003. | Број домаћинстава по броју чланова према попису из 2003. |
| Број чланова                                             | 1                                                        | 2                                                        | 3                                                        | 4                                                        | 5                                                        | 6                                                        | 7                                                        | 8                                                        | 9                                                        | 10 и више                                                | Просек                                                   |
| -------------------------------------------------------- | -------------------------------------------------------- | -------------------------------------------------------- | -------------------------------------------------------- | -------------------------------------------------------- | -------------------------------------------------------- | -------------------------------------------------------- | -------------------------------------------------------- | -------------------------------------------------------- | -------------------------------------------------------- | -------------------------------------------------------- | -------------------------------------------------------- |
| Број домаћинстава                                        | 873                                                      | 120                                                      | 142                                                      | 173                                                      | 227                                                      | 137                                                      | 55                                                       | 9                                                        | 6                                                        | 3                                                        | 1                                                        |

| Пол    | Укупно | Неожењен/Неудата | Ожењен/Удата | Удовац/Удовица | Разведен/Разведена | Непознато |
| ------ | ------ | ---------------- | ------------ | -------------- | ------------------ | --------- |
| Мушки  | 1.172  | 387              | 707          | 29             | 28                 | 21        |
| Женски | 1.169  | 274              | 699          | 147            | 35                 | 14        |
| УКУПНО | 2.341  | 661              | 1.406        | 176            | 63                 | 35        |

| Пол    | Укупно                    | Пољопривреда, лов и шумарство | Рибарство                            | Вађење руде и камена | Прерађивачка индустрија       |
| ------ | ------------------------- | ----------------------------- | ------------------------------------ | -------------------- | ----------------------------- |
| Мушки  | 551                       | 18                            | 0                                    | 6                    | 33                            |
| Женски | 351                       | 2                             | 0                                    | 1                    | 26                            |
| Укупно | 902                       | 20                            | 0                                    | 7                    | 59                            |
|        |                           |                               |                                      |                      |                               |
| Пол    | Производња и снабдевање   | Грађевинарство                | Трговина                             | Хотели и ресторани   | Саобраћај, складиштење и везе |
| Мушки  | 6                         | 43                            | 69                                   | 22                   | 184                           |
| Женски | 2                         | 7                             | 122                                  | 25                   | 32                            |
| Укупно | 8                         | 50                            | 191                                  | 47                   | 216                           |
|        |                           |                               |                                      |                      |                               |
| Пол    | Финансијско посредовање   | Некретнине                    | Државна управа и одбрана             | Образовање           | Здравствени и социјални рад   |
| Мушки  | 0                         | 14                            | 57                                   | 14                   | 10                            |
| Женски | 4                         | 8                             | 22                                   | 27                   | 40                            |
| Укупно | 4                         | 22                            | 79                                   | 41                   | 50                            |
|        |                           |                               |                                      |                      |                               |
| Пол    | Остале услужне активности | Приватна домаћинства          | Екстериторијалне организације и тела | Непознато            | Непознато                     |
| Мушки  | 40                        | 0                             | 0                                    | 35                   | 35                            |
| Женски | 23                        | 0                             | 0                                    | 10                   | 10                            |
| Укупно | 63                        | 0                             | 0                                    | 45                   | 45                            |